# خد الشعانص (الشرية)

تعديل مصدري - تعديل

خد الشعانص هي إحدى قرى عزلة آل غنيم بمديرية الشرية التابعة لمحافظة البيضاء، بلغ تعداد سكانها 281 نسمة حسب تعداد اليمن لعام 2004.